# Hugald Grafe
Hugald Grafe (* 28. April 1931 in Neschwitz; † 30. Juli 2018) war ein evangelisch-lutherischer Theologe, Missionar der Leipziger Mission in Indien, Autor und Publizist.

## Werdegang
Grafes Eltern waren der Lehrer Arthur Grafe aus Bautzen und die Lehrerin Maria-Martha Grafe geb. Kunack aus Dresden. Die Familie zog 1936 nach Bischofswerda. Dort besuchte er von 1937 bis 1940 die Volksschule und von 1940 bis 1948 die Oberschule. Nach dem Abitur schloss sich das Studium der Theologie in Leipzig von 1948 bis 1953 an, Schwerpunkte waren Altes Testament und Kirchengeschichte.
Nach dem Universitätsexamen Ende 1953 trat er in den Dienst der Evangelisch-Lutherischen Landeskirche Sachsens: als Lehrvikar an St. Petri in Bautzen 1954, im Predigerseminar Lückendorf 1954/55 und als Pfarrvikar an der Luthergemeinde in Plauen/Vogtland 1955. Ende 1955 wurde Grafe von der Evangelisch-Lutherischen Mission zu Leipzig angestellt, zunächst als Dozent für Bibelkunde und Glaubenslehre am Seminar in Leipzig.
Im September 1956 heirateten Hugald Grafe und die Vikarin Ilsabeth Lewek. Die Eheleute bekamen vier Kinder: Raimund Grafe (* 1957), Ulma Grafe (* 1959), Christhild Grafe (* 1962) und Friedhelm Grafe (* 1968).
Ordiniert wurde er im Februar 1956 in St. Thomas, Leipzig, promoviert 1959 an der Leipziger Universität mit der Arbeit Die volkstümliche Predigt des Ludwig Harms – Ein Beitrag zur Frömmigkeitsgeschichte des 19. Jahrhunderts. 
Im Juli 1960 siedelte er nach Hildesheim über und wurde – nach einem vierteljährlichen Studienaufenthalt in Birmingham – im Januar 1961 von der Leipziger Mission in deren indische Partnerkirche, die Tamil Evangelical Lutheran Church (TELC), ausgesandt. Als Vertreter dieser Kirche lehrte Grafe von 1961 bis 1971 in Madras (heute: Chennai) am Gurukul College des lutherischen Kirchenbundes Indiens im Hauptfach Kirchengeschichte sowie von 1971 bis 1975 am United Theological College in Bangalore (UTC). In beiden Städten nahm er Predigtaufträge für Gemeinden am Ort wahr.
Zurückgekehrt nach Deutschland, endete 1975 seine Tätigkeit für die Leipziger Mission; er wurde von der Bayerischen Landeskirche übernommen. Diese beurlaubte Grafe, so dass er von 1975 bis 1981 Assistent mit Lehrbefugnis am Lehrstuhl für Missions- und Religionswissenschaft in Erlangen sein konnte. In dieser Zeit hörte er auch religionswissenschaftliche Vorlesungen. 
Anschließend trat er als Asienreferent in den Dienst des Evangelisch-Lutherischen Missionswerks in Niedersachsen, Hermannsburg, mit Dienstsitz in Hildesheim und im Dienstverhältnis der Evangelisch-Lutherischen Landeskirche in Braunschweig; in dieser Funktion reiste Grafe oft nach Indien. Am Missionsseminar hatte er den Lehrauftrag für Religionswissenschaft, am UTC nahm er zweimal eine Gastdozentur wahr. 
In Hildesheim hatte er Predigtaufträge an St. Michael und St. Lukas.
Seine Habilitation 1988 in Erlangen war die Grundlage für Lehraufträge in München 1989 (Lehrstuhlvertretung), in Hildesheim 1994 bis 2001 und in Leipzig 1999/2000.
Mit Vollendung des 65. Lebensjahres trat Grafe Ende April 1996 in den Ruhestand und war bis 2013 in Hildesheim zuhause. Im April 2013 zogen er und seine Frau nach Schweinfurt in die Nähe der beiden jüngsten Kinder.

## Veröffentlichungen (Auswahl)
- Die volkstümliche Predigt des Ludwig Harms – Ein Beitrag zur Predigt- und Frömmigkeitsgeschichte im 19. Jahrhundert. Göttingen 1965; 2. Aufl. Göttingen 1974.
- Evangelische Kirche in Indien. Auskunft und Einblicke. (als Ko-Autor), Erlangen 1980.
- History of Christianity in India, Volume IV, Part 2, Tamilnadu in  the Nineteenth and Twentieth Centuries, Bangalore 1990, 325 Seiten (Habilitationsschrift).
- The History of Christianity in Tamilnadu from 1800 to 1975 (= Erlanger Monographien aus Mission und Ökumene, Band 9). Erlangen 1990.
- Die Leipziger Mission – Ein geschichtlicher Abriss zum 175. Jubiläum der Gründung. 2011[2]
- Kirche unter Dalits, Adivasi und Kastenleuten in Südindien. Die indischen Partnerkirchen der lutherischen Kirchen in Niedersachsen (= Quellen und Beiträge zur Geschichte der Hermannsburger Mission und des Ev.-luth. Missionswerkes in Niedersachsen Bd. 22). Berlin 2013.